# Melun (quận)
Quận Melun là một quận của Pháp, nằm ở tỉnh Seine-et-Marne, ở vùng Île-de-France. Quận này có 10 tổng và 91 xã.

## Các đơn vị hành chính

### Các tổng
Các tổng của quận Melun là: 
1. Brie-Comte-Robert
2. Le Châtelet-en-Brie
3. Combs-la-Ville
4. Le Mée-sur-Seine
5. Melun-Nord
6. Melun-Sud
7. Mormant
8. Perthes
9. Savigny-le-Temple
10. Tournan-en-Brie

### Các xã
Các xã của quận Melun, và mã INSEE là: 
| 1. Andrezel (77004)                   | 2. Arbonne-la-Forêt (77006)          | 3. Argentières (77007)            |
| 4. Aubepierre-Ozouer-le-Repos (77010) | 5. Barbizon (77022)                  | 6. Beauvoir (77029)               |
| 7. Blandy (77034)                     | 8. Boissettes (77038)                | 9. Boissise-la-Bertrand (77039)   |
| 10. Boissise-le-Roi (77040)           | 11. Bombon (77044)                   | 12. Bréau (77052)                 |
| 13. Brie-Comte-Robert (77053)         | 14. Cesson (77067)                   | 15. Chailly-en-Bière (77069)      |
| 16. Champdeuil (77081)                | 17. Champeaux (77082)                | 18. Chartrettes (77096)           |
| 19. Châtillon-la-Borde (77103)        | 20. Châtres (77104)                  | 21. Chaumes-en-Brie (77107)       |
| 22. Chevry-Cossigny (77114)           | 23. Clos-Fontaine (77119)            | 24. Combs-la-Ville (77122)        |
| 25. Coubert (77127)                   | 26. Courquetaine (77136)             | 27. Courtomer (77138)             |
| 28. Crisenoy (77145)                  | 29. Cély (77065)                     | 30. Dammarie-lès-Lys (77152)      |
| 31. Échouboulains (77164)             | 32. Évry-Grégy-sur-Yerre (77175)     | 33. Favières (77177)              |
| 34. Féricy (77179)                    | 35. Férolles-Attilly (77180)         | 36. Fleury-en-Bière (77185)       |
| 37. Fontaine-le-Port (77188)          | 38. Fontenailles (77191)             | 39. Fouju (77195)                 |
| 40. Grandpuits-Bailly-Carrois (77211) | 41. Gretz-Armainvilliers (77215)     | 42. Grisy-Suisnes (77217)         |
| 43. Guignes (77222)                   | 44. La Chapelle-Gauthier (77086)     | 45. La Rochette (77389)           |
| 46. Le Châtelet-en-Brie (77100)       | 47. Le Mée-sur-Seine (77285)         | 48. Les Écrennes (77165)          |
| 49. Lésigny (77249)                   | 50. Lieusaint (77251)                | 51. Limoges-Fourches (77252)      |
| 52. Lissy (77253)                     | 53. Liverdy-en-Brie (77254)          | 54. Livry-sur-Seine (77255)       |
| 55. Machault (77266)                  | 56. Maincy (77269)                   | 57. Melun (77288)                 |
| 58. Moisenay (77295)                  | 59. Moissy-Cramayel (77296)          | 60. Montereau-sur-le-Jard (77306) |
| 61. Mormant (77317)                   | 62. Nandy (77326)                    | 63. Ozouer-le-Voulgis (77352)     |
| 64. Pamfou (77354)                    | 65. Perthes (77359)                  | 66. Presles-en-Brie (77377)       |
| 67. Pringy (77378)                    | 68. Quiers (77381)                   | 69. Réau (77384)                  |
| 70. Rubelles (77394)                  | 71. Saint-Fargeau-Ponthierry (77407) | 72. Saint-Germain-Laxis (77410)   |
| 73. Saint-Germain-sur-École (77412)   | 74. Saint-Martin-en-Bière (77425)    | 75. Saint-Méry (77426)            |
| 76. Saint-Ouen-en-Brie (77428)        | 77. Saint-Sauveur-sur-École (77435)  | 78. Savigny-le-Temple (77445)     |
| 79. Seine-Port (77447)                | 80. Servon (77450)                   | 81. Sivry-Courtry (77453)         |
| 82. Soignolles-en-Brie (77455)        | 83. Solers (77457)                   | 84. Tournan-en-Brie (77470)       |
| 85. Valence-en-Brie (77480)           | 86. Vaux-le-Pénil (77487)            | 87. Verneuil-l'Étang (77493)      |
| 88. Vert-Saint-Denis (77495)          | 89. Villiers-en-Bière (77518)        | 90. Voisenon (77528)              |
| 91. Yèbles (77534)                    |                                      |                                   |